# Organizacja parawolnomularska
Organizacja parawolnomularska – organizacja wzorowana na wolnomularstwie lub nacechowana szeregiem podobieństw, które przypominają strukturę prawdziwej loży masońskiej. Organizacje parawolnomularskie nie wchodzą w skład żadnej obediencji wolnomularskiej, wobec czego, poza ich podobieństwem do wolnomularstwa, nie mają one nic wspólnego z prawdziwym wolnomularstwem.
Najbardziej rozpoznawalne organizacje paramasońskie to m.in.: Orden Iluminati, Lions Clubs International, Rotary International, Odd fellows, Ordo Templi Orientis, B’nai B’rith, AMORC. Część z nich jest organizacjami typowo ezoterycznymi. Natomiast, Skull and Bones, Propaganda 2 (P2) to w rzeczywistości pseudomasoneria.